# Josefa Pérez Carmona
Josefa Pérez Carmona (Almería, 5 de enero de 1977) es una deportista española que compitió en halterofilia.
Ganó tres medallas en el Campeonato Europeo de Halterofilia entre los años 1997 y 2000. Además, consiguió una medalla de plata en los Juegos Mundiales de 1997.
Participó en los Juegos Olímpicos de Sídney 2000, ocupando el séptimo lugar en la categoría de 63 kg.

## Palmarés internacional
| Campeonato Europeo | Campeonato Europeo | Campeonato Europeo | Campeonato Europeo |
| Año                | Lugar              | Medalla            | Categoría          |
| ------------------ | ------------------ | ------------------ | ------------------ |
| 1997               | Sevilla (España)   | Medalla de bronce  | 59 kg              |
| 1998               | Riesa (Alemania)   | Medalla de bronce  | 63 kg              |
| 2000               | Sofía (Bulgaria)   | Medalla de plata   | 63 kg              |